# Tecnica group
Tecnica Group est un groupe industriel italien spécialisé dans l'équipement sportif basé à Giavera del Montello.
Le groupe possède les marques suivantes :
- Tecnica
- Nordica[1],[2]
- Moon Boot[3]
- T-Shoes
- Dolomite
- Rollerblade[4]
- Lowa (de)[5]
- Think Pink (it)[6]
- Nitro
- Blizzard[3]

## Tecnica Group France
La société existe depuis mars 1979.
En 2019, elle a réalisé un chiffre d'affaires de 21 833 300 €
Son siège est à Annecy
Elle emploie entre 20 et 49 salariés (tranche INSEE).